# Waldbahn im Pinhal de Leiria
| Langholztransport mit O&K-Dampflok MNN1 mit ca. 50 PS, 1923 Brennholztransport mit Dampflok MNN1, 1936 |                     |                                                |                                                |
| Pinhal de Leiria |                     |                                                |                                                |
| Streckenlänge: | 30 km               |                                                |                                                |
| Spurweite: | 600 mm (Schmalspur) |                                                |                                                |
| |                     |                                                |                                                |
| \| \| \| Pedreanes \| \| \| \| \| Linha do Oeste von Figueira da Foz \| \| \| \| \| Bahnhof Marinha Grande \| \| \| \| \| Linha do Oeste nach Lissabon Rossio \| \| \| \| \| \| \| \| \| \| Parzelle 225 bei der neuen Brücke \| \| \| \| \| São Pedro de Moel Leuchtturm Penedo da Saudade \| \| |                     |                                                |                                                |
| Kopfbahnhof Streckenanfang (Strecke außer Betrieb) |                     | Pedreanes                                      | Pedreanes                                      |
| Strecke (außer Betrieb) · Strecke von halblinks |                     | Linha do Oeste von Figueira da Foz             | Linha do Oeste von Figueira da Foz             |
| Abzweig geradeaus und nach links (Strecke außer Betrieb) · Kopfbahnhof Streckenende und quer (Strecke außer Betrieb) · Bahnhof |                     | Bahnhof Marinha Grande                         | Bahnhof Marinha Grande                         |
| Strecke (außer Betrieb) · Strecke nach halbrechts |                     | Linha do Oeste nach Lissabon Rossio            | Linha do Oeste nach Lissabon Rossio            |
| Abzweig geradeaus und nach links (Strecke außer Betrieb) · Strecke von rechts (außer Betrieb) |                     |                                                |                                                |
| Strecke (außer Betrieb) |                     | Parzelle 225 bei der neuen Brücke              | Parzelle 225 bei der neuen Brücke              |
| Kopfbahnhof Streckenende (Strecke außer Betrieb) |                     | São Pedro de Moel Leuchtturm Penedo da Saudade | São Pedro de Moel Leuchtturm Penedo da Saudade |

Die Waldbahn im Pinhal de Leiria, Waldbahn im Pinhal do Rei oder umgangssprachlich Comboio de Lata war eine von 1923 bis 1965 betriebene Schmalspur-Waldbahn bei Marinha Grande in Portugal.

## Geschichte
Der von König Alfons III. im 13. Jahrhundert gepflanzte Kiefernwald liegt auf einer Fläche von 11.080 ha in der Gemeinde Marinha Grande. Er ist eine der ersten intensiven Monokultur-Pflanzungen von Seekiefern.
Der Forstwissenschaftler António Mendes de Almeida (1867–1937) errichtete 1923 eine Waldbahn im Pinhal de Leiria in Portugal. Die Waldbahn kam in der Nachkriegszeit des Ersten Weltkriegs als Teil der deutschen Reparationszahlungen nach Portugal. Der Bau der Eisenbahn erfolgte unter der Leitung des Försters António Eduardo F. Gameiro. Die Bahn wurde umgangssprachlich als „Comboio de Lata“ (Blechspielzeugbahn), nachdem Dr. Manuel Francisco Alves eines Tages vor einer Gruppe von Freunden scherzhaft ausgerufen hatte: „Um Comboio de Lata!“.
Die Bahn wurde 1965 stillgelegt, nachdem das neue Forststraßennetz fertiggestellt worden war. 1967 wurden die Lokomotiven, die Wagen und die Schienen vom Finanzamt öffentlich versteigert. Die Lokomotiven MMN3 und ein Personenwagen wurden vom Gemeinderat erworben. 1974 wurde sie als Denkmal in São Pedro de Moel auf dem Arala-Pinto-Kinderspielplatz aufgestellt. Ohne angemessenen Schutz verfiel sie aber innerhalb weniger Jahre und war kaum mehr wert als Schrott. Auf Initiative des Kirchengemeinderats von Marinha Grande wurde die Lok 1996 auf der Handwerks- und Gastronomiemesse in Marinha Grande ausgestellt. 1997 finanzierte der gleiche Gemeinderat eine kosmetische Restaurierung der alten Lokomotive, die daraufhin im Hof des Rathauses gelagert wurde. Inzwischen befindet sie sich in einem Pavillon des Stadtparks von Marinha Grande, wo sie unter anderem 2011 im Rahmen der Handwerks- und Gastronomiemesse ausgestellt wurde. Eine der Lokomotiven (O&K Werks-Nr. 9998/1922, MNN1, Elouise) befindet sich heute bei der Old Kiln Light Railway in England. Der Gemeinderat hat inzwischen auch die Lokomotive MMN3, die zwischenzeitlich von einem Veranstaltungsbetrieb in Vila Franca de Xira auf einem Podest als Außenverzierung ausgestellt war, erworben.
Im Oktober 2017 brannte der Wald aufgrund der durch Brandstiftung verursachten Waldbrände, die die Gegend verwüsteten und 50 Menschen das Leben kosteten, fast vollständig ab. Seitdem gab es Initiativen zur Wiederaufforstung des Kiefernwaldes.

## Betrieb
Die Bahn wurde mit drei holzbefeuerten O&K-Dampflokomotiven, zwei Personenwagen, mehreren offenen Güterwagen und einigen Langholzwagen zum Transport von Kieferstämmen betrieben. An Feiertagen, insbesondere am Himmelfahrtstag, stand die Bahn der Bevölkerung für Waldspaziergänge oder Ausflüge zum Strand zur Verfügung. Die Urlauber von S. Pedro de Moel hatten ein- oder zweimal pro Jahr das Privileg, mit ihr den Pinhal de Leiria zu erkunden.

## Streckenverlauf

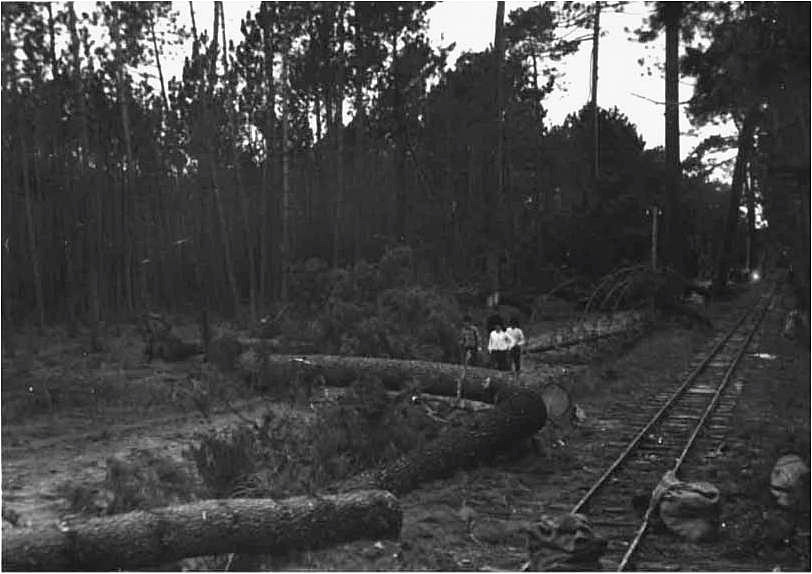
Waldbahnstrecke nach dem Wirbelsturm vom 15. Februar 1941

Das Schienennetz war etwa 30 km lang und hatte einige Abzweigungen zu den Sägewerken. Es gab 3 Hauptstrecken:
- Pedreanes – Bahnhof
- Pedreanes – Parzelle 225 (Talhão 225, in der Nähe der neuen Brücke)
- Pedreanes – São Pedro de Moel (Leuchtturm von Penedo da Saudade)[11]

## Geplanter Wiederaufbau
Im 21. Jahrhundert ist das Interesse an einer teilweisen Wiederherstellung der Caminho de Ferro do Pinhal de Leiria vor allem bei der Gemeinde Marinha Grande wieder aufgekommen. Im Oktober 2011 beschilderte die Gemeinde Marinha Grande bei São Pedro de Moel den etwa 6,4 km langen Wanderweg PR1 Trilho da Antiga Linha do Comboio de Lata. Am 2. April 2015 berichtete die Zeitung Marinha Grande, dass die Associação Amigos do Comboio de Lata eine Petition gestartet habe, um den Wiederaufbau der Waldbahn wegen ihrer Bedeutung für die Geschichte von Marinha Grande zu beantragen. Im Sommer 2018 kündigte die Gemeinde für den Rest des Jahres mehrere Strukturinvestitionen an, wobei die Wiederherstellung der alten Eisenbahn als eine der Prioritäten angesehen wurde. Am 9. Januar 2019 berichtete die Zeitung Região de Leiria, dass die Gemeinde Marinha Grande im Dezember 2018 ein Unternehmen beauftragt hatte, die Einrichtung einer Touristenstrecke zwischen São Pedro de Moel und Marinha Grande zu untersuchen.